# 제니 맥스웰

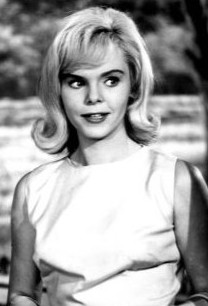

제니 맥스웰(Jenny Maxwell, 1941년 9월 3일 ~ 1981년 6월 10일)은 미국의 배우, 텔레비전 배우, 영화배우이다.
뉴욕에서 태어났으며 베벌리힐스에서 사망하였다.

## 영화
- 테이크 허 쉬스 마인 (1963년)
- 블루 하와이 (1961년)